# 2e corps de cadets de Saint-Pétersbourg

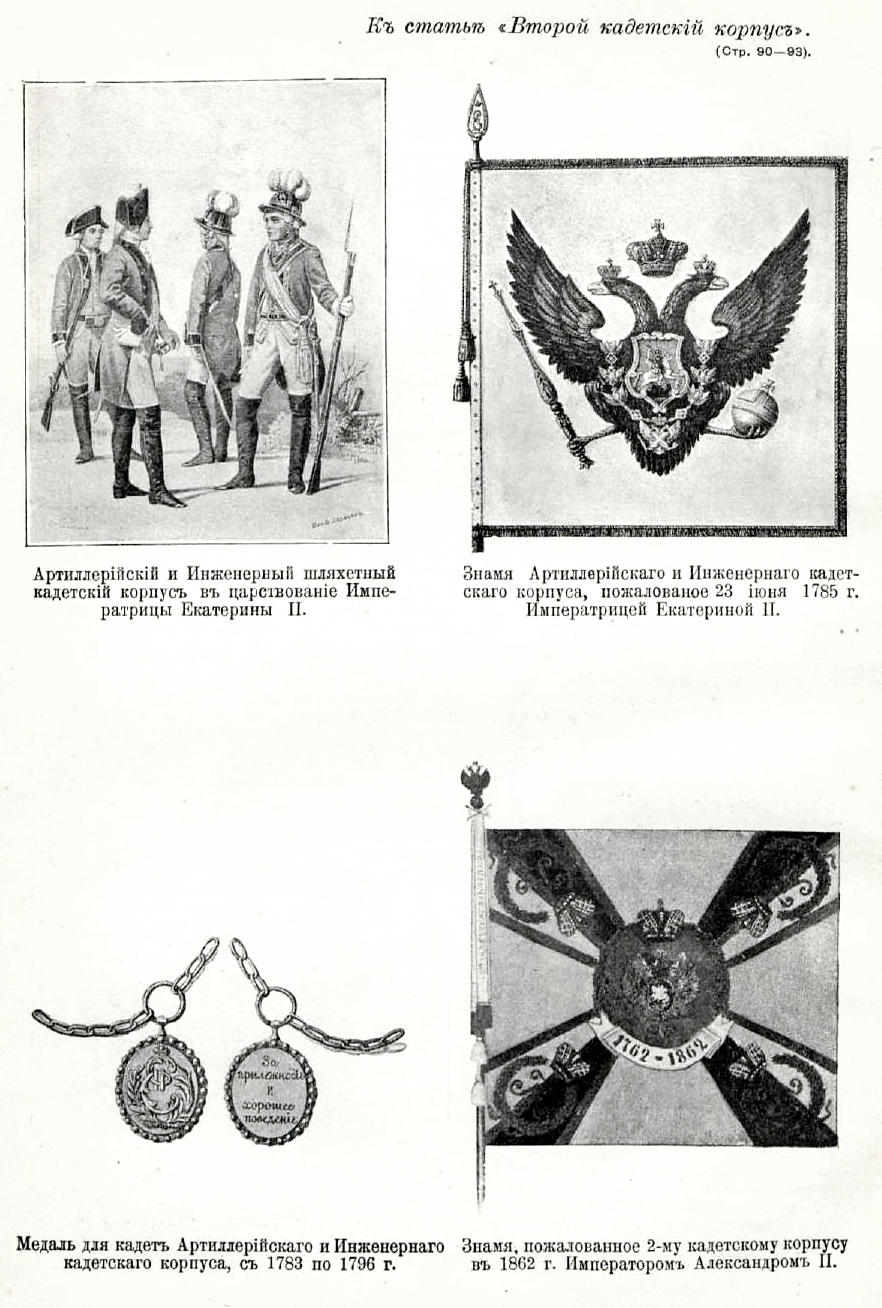
Dessins de l'article « 2e corps de cadets Empereur Pierre le Grand »
(Encyclopédie militaire Sytine).

Le 2e corps de cadets Empereur Pierre le Grand (2-й кадетский Императора Петра Великого корпус) est un établissement d'enseignement militaire du temps de l'Empire russe situé à Saint-Pétersbourg.

## Histoire
C'est en 1701 qu'est construit un bâtiment dans la nouvelle cour des Canons à Moscou avec une tour pour y établir une école d'artillerie.

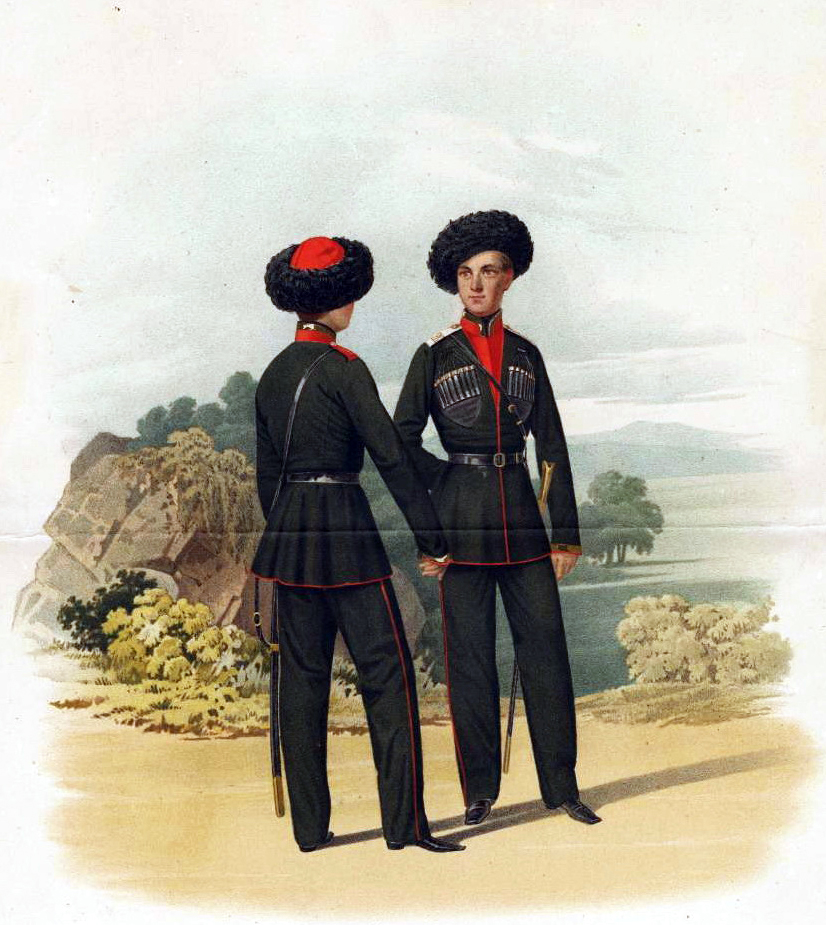
Karl Piratski : élèves du 1er et du 2e corps de cadets de Saint-Pétersbourg, en 1855.

L'oukaze no 2467 du 16 janvier 1712 de Pierre le Grand forme un établissement d'enseignement militaire centré sur l'arithmétique, la géométrie et toutes les matières permettant l'art de la fortification.
Par l'oukaze no 3330 du 17 mars 1719 de Pierre Ier, les élèves de l'école du génie de Moscou sont transférés à Saint-Pétersbourg et y forment une compagnie du génie.
En 1731, l'école d'artillerie de Saint-Pétersbourg est installée dans le palais Liteïny avec soixante élèves. L'école enseigne « l'arithmétique et d'autres sciences » (qui à son tour étaient divisées en classes de lettres, arithmétique et géométrique) et le dessin militaire.
En 1733, l'école s'installe dans des bâtiments en bois sur un terrain appartenant au comte von Münnich, puis la chancellerie de l'artillerie principale et des fortifications s'installe au bord de la rivière Jdanovka.
En 1738, un tiers des élèves est transféré à Moscou dans la nouvelle école du génie. En 1758, un oukaze du 12 mai de l'impératrice Élisabeth fusionne l'école du génie et l'école d'artillerie et la nouvelle entité reçoit le nom d'école d'artillerie et du génie de la noblesse. La direction en est confiée au capitaine du génie Mikhaïl Ivanovitch Mordvinov.
L'oukaze du 25 octobre 1762 de Catherine la Grande réorganise l'école en corps de cadets d'artillerie et du génie de la noblesse.

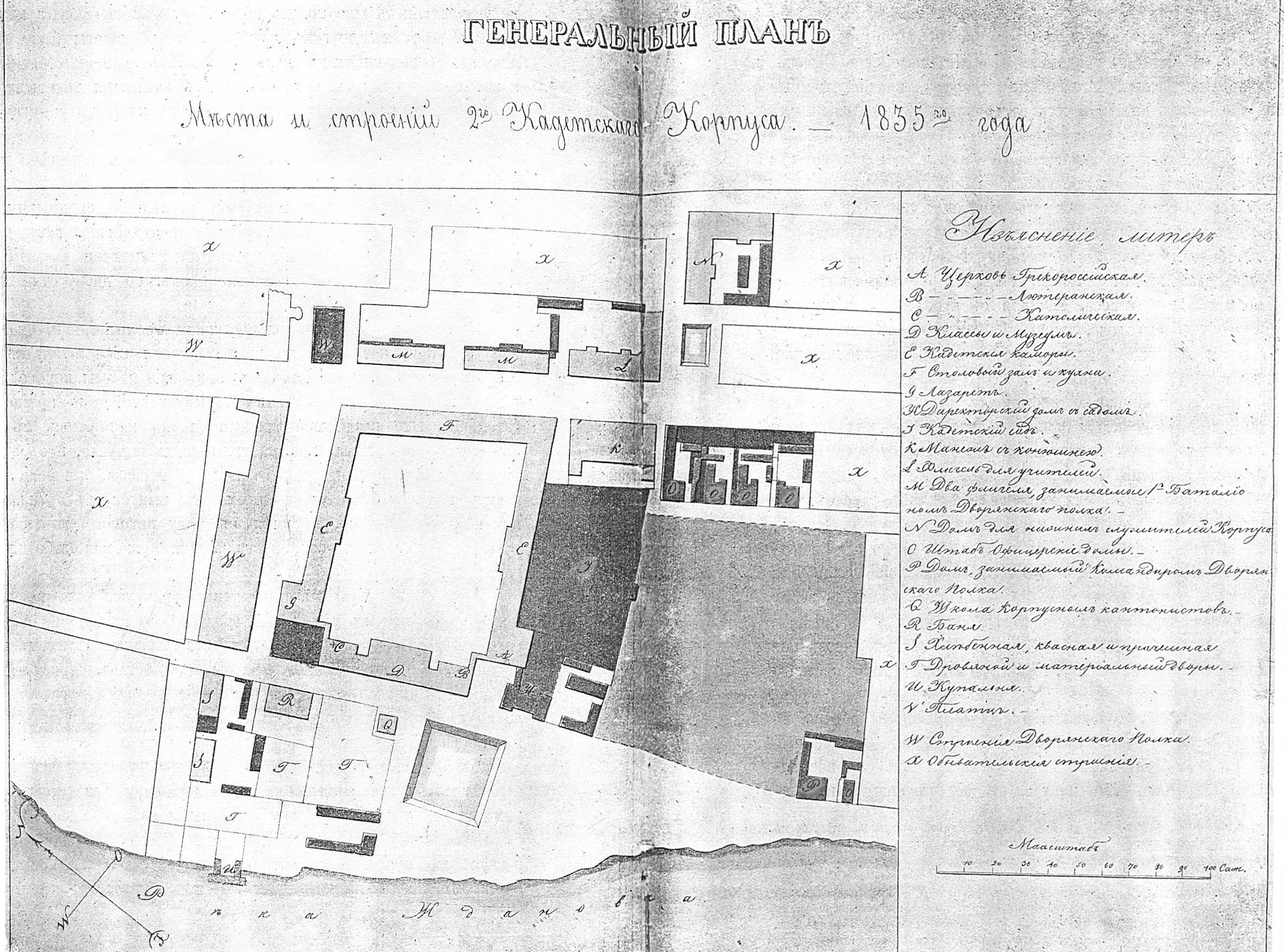
Plan général du 2e corps de cadets, 1835.

L'oukaze du 10 mars 1800 de Paul Ier rapproche structurellement le 2e corps du 1er corps de cadets avec un même programme pour les deux établissements. Le 14 mars 1807, un corps de volontaires est formé au 2e corps, baptisé en 1808 « régiment de la noblesse auprès du 2e corps de cadets ». Il en est séparé le 1er janvier 1832 et devient un établissement d'enseignement militaire indépendant de celui-là.
Le 17 mai 1863, le 2e corps de cadets est réorganisé en 2e lycée militaire. En 1865, on y crée des cours supérieurs de deux ans dans le but de former des enseignants pour tous les lycées militaires de Russie.
Le 22 juin 1882, le 2e lycée militaire est réorganisé en 2e corps de cadets.
Le 16 janvier 1912, un décret permet d'ajouter au nom de l'établissement celui d'Empereur Pierre le Grand, avec un insigne spécial. L'établissement cesse d'exister après la révolution d'Octobre. Toutefois une association de cadets du 2e corps de cadets Empereur Pierre le Grand est formée en France pour les exilés russes. Cet établissement compte au début 57 élèves sous la direction du général-major Netchvolodov.
Aujourd'hui l'ancien bâtiment de l'établissement du 2e corps de cadets (16-18 rue du Cadet rouge) abrite l'Académie militaire cosmique Mojaïski.

## Directeurs

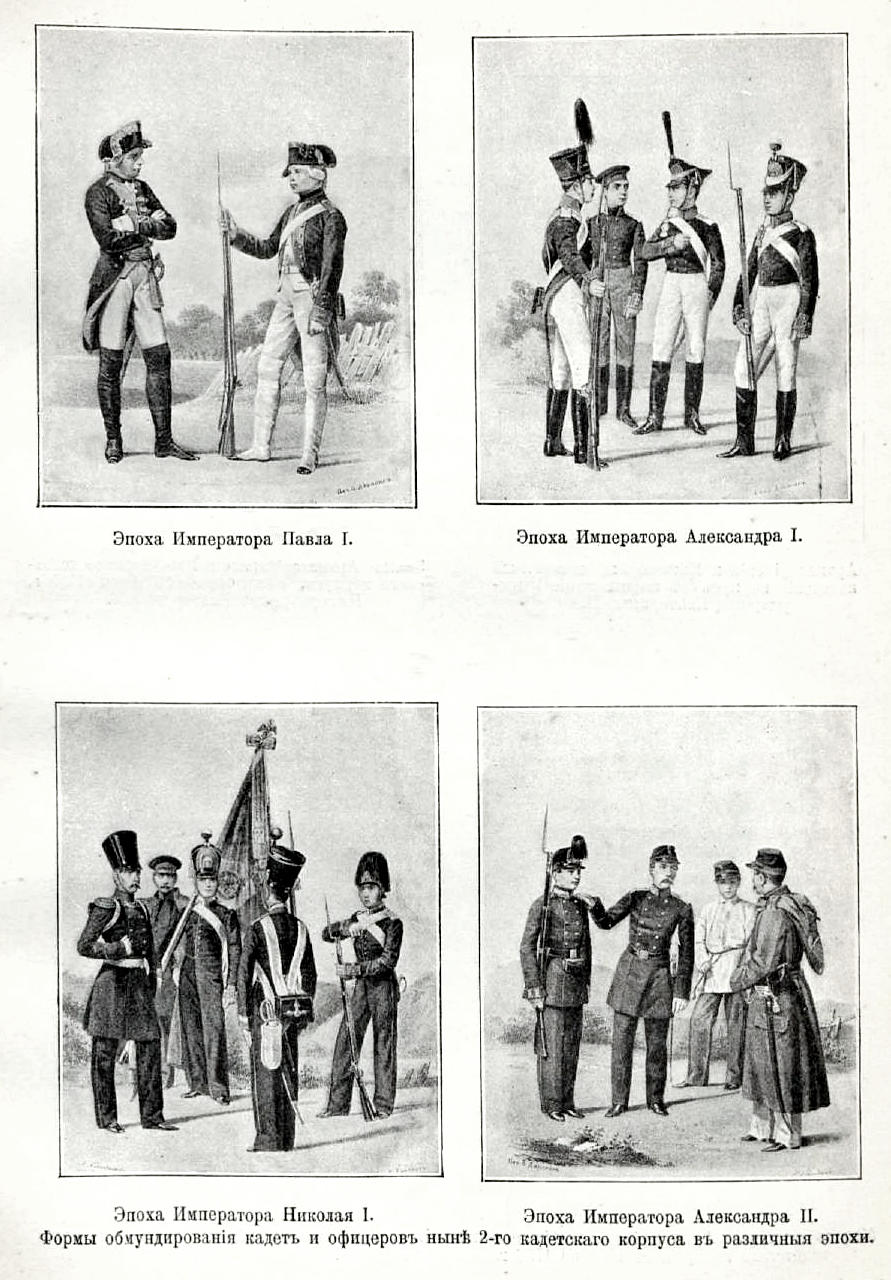
Dessin de l'article « 2e corps de cadets Empereur Pierre le Grand »
(Encyclopédie militaire Sytine).

- jusqu'en 1764: lieutenant-colonel Mikhaïl Mordvinov
- 1764-1771 : colonel Matveï Beguitchev
- 1771-1782 : général-major Mikhaïl Mordvinov
- 1783-1797 : général-major Piotr Melissino
- 1797-1799 : général-major Alexeï Korsakov
- 1799-1800 : général-major Andreï Kleinmichel
- 1800-1804 : général d'infanterie comte Valerian Zoubov[5]
- 1804-1815 : général-major Andreï Kleinmichel[6]
- 1816-1831 : général-major comte Dmitri Kourouta (à partir de 1826, le directeur de fait est Nikolaï Ivanovitch Demidov)
- 1832-1835 : général-major Adolf Koenig
- 1835-1840 : général-major Fiodor Mirkovitch
- 1840-1849 : général-major Apollon Bibikov
- 1849-1855 : général-major Dmitri Poutiata
- 1855-1863 : général-major (après le 17 octobre 1860 : général-lieutenant) Piotr Stepanov
- 1863-1877 : colonel (après le 28 octobre 1866 : général-major) Grigori Danilovitch
- 1877-1878 : général-major Grigori Kouzmine-Karavaïev
- 1878-1891 : colonel (après le 15 mai 1883 : général-major) Apollon Makarov
- 1891-1895 : général-major Alexandre Kourbatov
- 1895-1900 : général-major (puis général d'infanterie) Constantin Dourop
- 1900-1906 : général-major Nikolaï Soumarokov
- 1906- après 1912 : général-major Alexandre Lindenberg

## Anciens élèves notables
- Alexis Araktcheïev
- Ivan (Juan) Belaïev
- Nikolaï Belaïev (Nicolas Belaiew)
- Vladimir Benediktov
- Vassili Biskoupski
- Frédéric de Buxhoeveden
- Karl Buchholz
- Alexandre Figner
- Nikolaï Ivanov
- Vladimir Kappel
- Nikolaï Maïkov
- Piotr Meller-Zakomelski
- Nikolaï Melnitsky
- Nikolaï Miaskovski
- Sémion Nadson
- Alexandre Netchvolodov
- Mikhaïl Netchvolodov
- Alexandre Seslavine
- Carl Gustav von Sievers
- Alexandre Svetchine